# The Water Is Wide (альбом)
The Water Is Wide — студийный альбом американского джазового саксофониста Чарльза Ллойда, записанный в декабре 1999 года и изданный 21 августа 2000 года на студии ECM Records. В состав квинтета вошли ритм-секция Джона Аберкромби (гитара), Брэд Мелдау (фортепиано), Ларри Гренадье (контрабас) и Билли Хиггинс (барабаны), а также приглашенный басист Дарек Олес. Эта сессия, на которой также был записан альбом Hyperion with Higgins (2001), стала одной из последних для Хиггинса перед его смертью в 2001 году.

## Отзывы
| Оценки критиков           | Оценки критиков |
| Источник                  | Оценка          |
| ------------------------- | --------------- |
| AllMusic                  | [ 1 ]           |
| The Penguin Guide to Jazz | [ 2 ]           |
| Tom Hull                  | B+ ()           |

Альбом The Water Is Wide получил положительные отзывы критиков.
Рецензент AllMusic Дэвид Р. Адлер присвоил альбому 4 звезды, назвав его «славной амальгамой звука».
В рецензии Гленна Астариты на All About Jazz говорится: «Чарльз Ллойд редко звучит лучше, так как музыканты словно допрашивают души друг друга в течение этих шестидесяти восьми просветляющих минут. Без сомнения, The Water Is Wide должен попасть в десятку лучших альбомов 2000 года. Настоятельно рекомендуется». В другой рецензии на том же сайте К. Эндрю Хован заявил: «Взаимодействие на протяжении всего альбома очень тесное, что делает седьмой альбом Ллойда на ECM особенно особенным».

## Список композиций
Автор всех композиций Чарльз Ллойд.
1. «Georgia» (Hoagy Carmichael, Stuart Gorrell) — 6:38
2. «The Water Is Wide» (Традиционная) — 5:02
3. «Black Butterfly» (Duke Ellington, Irving Mills) — 4:36
4. «Ballade and Allegro» — 3:45
5. «Figure in Blue» — 5:13
6. «Lotus Blossom» (Billy Strayhorn) — 5:39
7. «The Monk and the Mermaid» — 8:35
8. «Song of Her» (Cecil McBee) — 7:37
9. «Lady Day» — 7:29
10. «Heaven» (Ellington) — 4:15
11. «There Is a Balm in Gilead» (Традиционная) — 5:13
12. «Prayer» — 4:19

## Персоналии
- Чарльз Ллойд — тенор-саксофон
- Брэд Мелдау — фортепиано
- Джон Аберкромби — гитара
- Ларри Гренадье — контрабас
- Билли Хиггинс — барабаны